# Palermo Football Club 1930-1931
Questa voce raccoglie le informazioni riguardanti il Palermo Football Club nelle competizioni ufficiali della stagione 1930-1931.

## Stagione
In questa stagione, nella seconda edizione di Serie B dall'istituzione del girone unico del 1929, il Palermo arriva terzo con un ottimo ruolino casalingo, fallendo l'occasione di venir promosso in Serie A, staccato di soli due punti dall'accoppiata Fiorentina-Bari, dopo un girone di ritorno vissuto per gran parte al primo posto.

## Rosa
| N. |                   | Ruolo | Calciatore          |
| -- | ----------------- | ----- | ------------------- |
|    | Italia (bandiera) | P     | Archimede Valeriani |
|    | Italia (bandiera) | D     | Plinio Paolini      |
|    | Italia (bandiera) | D     | Aimone Lo Prete     |
|    | Italia (bandiera) | D     | Giacomo Giubasso    |
|    | Italia (bandiera) | D     | Carlo Barbieri      |
|    | Italia (bandiera) | C     | Luigi Ingrassia     |
|    | Italia (bandiera) | C     | Renato Nigiotti     |
|    | Italia (bandiera) | C     | Breviglieri         |
|    | Italia (bandiera) | C     | Ferrero Alberti     |
|    | Italia (bandiera) | C     | Enrico Scioscia     |

| N. |                      | Ruolo | Calciatore        |
| -- | -------------------- | ----- | ----------------- |
|    | Italia (bandiera)    | C     | Giuseppe Vay      |
|    | Italia (bandiera)    | A     | Carlo Radice      |
|    | Argentina (bandiera) | A     | Américo Ruffino   |
|    | Italia (bandiera)    | A     | Ermenegildo Negri |
|    | Argentina (bandiera) | A     | Domingo Ferraris  |
|    | Italia (bandiera)    | A     | Giorgio Delvai    |
|    | Italia (bandiera)    | A     | Masi              |
|    | Italia (bandiera)    | A     | Orlando Ricci     |
|    | Italia (bandiera)    |       | Ranetta           |
|    | Italia (bandiera)    |       | Lolli             |

## Risultati

### Serie B

#### Girone di andata
| Cremona 28 settembre 1930 1ª giornata | Cremonese | 0 – 0 | Palermo |  |

| Padova 5 ottobre 1930 2ª giornata | Padova | 3 – 1 | Palermo |  |

| Pistoia 12 ottobre 1930 3ª giornata | Pistoiese | 1 – 2 | Palermo |  |

| Parma 19 ottobre 1930 4ª giornata | Parma | 0 – 0 | Palermo |  |

| Palermo 16 ottobre 1930 5ª giornata | Palermo | 0 – 0 | Bari |  |

| Palermo 2 novembre 1930 6ª giornata | Palermo | 2 – 1 | Fiorentina |  |

| Genova 11 novembre 1930 7ª giornata | Liguria | 3 – 2 | Palermo |  |

| Tortona 16 novembre 1930 8ª giornata | Derthona | 1 – 4 | Palermo |  |

| Palermo 23 novembre 1930 9ª giornata | Palermo | 1 – 1 | Atalanta |  |

| Palermo 30 novembre 1931 10ª giornata | Palermo | 1 – 0 | Novara |  |

| 8 dicembre 1931 11ª giornata | Palermo | 1 – 0 | Lecce |  |

| La Spezia 14 dicembre 1930 12ª giornata | Spezia | 1 – 1 | Palermo |  |

| Lucca 21 dicembre 1930 13ª giornata | Lucchese | 0 – 2 | Palermo |  |

| Palermo 4 gennaio 1931 14ª giornata | Palermo | 3 – 1 | Serenissima |  |

| 11 gennaio 1931 15ª giornata | Palermo | 3 – 0 | Verona |  |

| Palermo 18 gennaio 1931 16ª giornata | Palermo | 2 – 1 | Udinese |  |

| Monfalcone 1º febbraio 1931 17ª giornata | Monfalconese CNT | 0 – 0 | Palermo |  |

#### Girone di ritorno
| Palermo 8 febbraio 1931 18ª giornata | Palermo | 3 – 1 | Cremonese |  |

| Palermo 15 febbraio 1931 19ª giornata | Palermo | 1 – 0 | Padova |  |

| Palermo 1º marzo 1931 20ª giornata | Palermo | 1 – 0 | Pistoiese |  |

| Palermo 8 marzo 1931 21ª giornata | Palermo | 2 – 1 | Parma |  |

| Bari 15 marzo 1931 22ª giornata | Bari | 2 – 1 | Palermo |  |

| Firenze 22 marzo 1931 23ª giornata | Fiorentina | 1 – 0 | Palermo |  |

| Palermo 5 aprile 24ª giornata | Palermo | 6 – 0 | Liguria |  |

| Palermo 26 aprile 1931 25ª giornata | Palermo | 1 – 1 | Derthona |  |

| Bergamo 3 maggio 1931 26ª giornata | Atalanta | 3 – 0 | Palermo |  |

| Novara 10 maggio 1931 27ª giornata | Novara | 2 – 1 | Palermo |  |

| Lecce 24 maggio 1931 28ª giornata | Lecce | 0 – 0 | Palermo |  |

| Palermo 31 maggio 1931 29ª giornata | Palermo | 1 – 0 | Spezia |  |

| Palermo 2 giugno 1963 30ª giornata | Palermo | 6 – 1 | Lucchese |  |

| Venezia 7 giugno 1931 31ª giornata | Serenissima | 2 – 1 | Palermo |  |

| Verona 14 giugno 1931 32ª giornata | Verona | 4 – 1 | Palermo |  |

| Udine 21 giugno 1931 33ª giornata | Udinese | 0 – 1 | Palermo |  |

| Palermo 28 giugno 1931 34ª giornata | Palermo | 3 – 1 | Monfalconese CNT |  |